# Łopie
Łopie (lt. Lapės, co po litewsku znaczy "lisy") – miasteczko kilka kilometrów na północ od Kowna, położone na prawym brzegu Wilij, na historycznej sienkiewiczowskiej (w szerokim znaczeniu) Laudzie. 

## Historia
Po raz pierwszy zostało wymienione w 1591 r. Miejscowość należała do Czackich, potem do starosty Siwickiego, następnie przeszła do Ratowtów, a w XIX wieku własność Kacpra i Józefy Sokołowskich. Mieszkańcy są w większości polskiego pochodzenia, ale język polski znają głównie ludzie starsi. Jeszcze w 1920 roku Łopie zamieszkiwało 55% Polaków, a w niektórych okolicznych parafiach (gminach) jak Kiejdany, Wędziagoła, Łopie, Skorule, Pacunele i Wodokty Polacy stanowili 80-90% wszystkich  mieszkańców. Zanik polskości spowodowały represje i szykany litewskie w okresie międzywojennym (lituanizacja), powojennw wypędzenia ("repatriacje") do centralnej Polski, wywózki na Wschód oraz eliminowanie wszelkich form polskiego szkolnictwa i życia kulturalnego w okresie międzywojennym i powojennym.

## Zabytki[3]
- Kościół pod wezwaniem św. Jana Chrzciciela – zbudowany w 1620 r. w stylu renesansowym, ufundowany przez kasztelana witebskiego Lackiego.
- Cmentarz z licznymi polskimi nagrobkami
- Ruiny renesansowego pałacu z przełomu XVI i XVII wieku, otoczone fosą